# Liste der Monuments historiques in Flaignes-Havys
Die Liste der Monuments historiques in Flaignes-Havys führt die Monuments historiques in der französischen Gemeinde Flaignes-Havys auf.

## Liste der Objekte
| Bezeichnung | Beschreibung                          | Standort                                               | Kennzeichnung | Schutzstatus | Datum | Bild |
| ----------- | ------------------------------------- | ------------------------------------------------------ | ------------- | ------------ | ----- | ---- |
| Kruzifix    | Holz, farbig gefasst, 15. Jahrhundert | Flaignes-les-Oliviers, in der Kirche St-Laurent (Lage) | PM08000192    | Classé       | 1911  |      |